# Cantonul Celavo-Mezzana
Cantonul Celavo-Mezzana este un canton din arondismentul Ajaccio, departamentul Corse-du-Sud, regiunea Corsica, Franța.

## Comune
| Comune               | Populație (1999) | Cod poștal | Cod INSEE |
| -------------------- | ---------------- | ---------- | --------- |
| Bocognano            | 454              | 20136      | 2A040     |
| Carbuccia            | 347              | 20133      | 2A062     |
| Cuttoli-Corticchiato | 1.947            | 20167      | 2A103     |
| Peri                 | 1.750            | 20167      | 2A209     |
| Sarrola-Carcopino    | 2.219            | 20167      | 2A271     |
| Tavaco               | 308              | 20167      | 2A323     |
| Tavera               | 385              | 20163      | 2A324     |
| Ucciani              | 468              | 20133      | 2A330     |
| Valle-di-Mezzana     | 345              | 20167      | 2A336     |
| Vero                 | 506              | 20172      | 2A345     |